# Heinrich Angst
Heinrich «Heiri» Angst (* 29. August 1915; † 9. September 1989) war ein Schweizer Bobfahrer, der 1956 Olympiasieger im Viererbob war.
Bei den Olympischen Winterspielen 1948 in St. Moritz gewannen im Zweierbob die Schweizer Felix Endrich und Fritz Waller vor dem zweiten Schweizer Bob mit Fritz Feierabend und Paul Eberhard. Eine Woche später trat der Schweizer Viererbob mit Feierabend, Waller, Endrich und Heinrich Angst als Bob Schweiz I an, während Paul Eberhard im Bob Schweiz II von Franz Kapus startete. Der Bob Schweiz I führte nach dem ersten Lauf, konnte aber danach bei heftigem Schneefall die Spitzenposition nicht verteidigen und belegte am Ende den vierten Platz.
Im Jahr darauf gewannen Feierabend und Angst hinter Endrich und Waller die Silbermedaille im Zweierbob bei der Bob-Weltmeisterschaft 1949. Im Viererbob siegten zwei Schlitten aus den Vereinigten Staaten, dahinter erkämpften Feierabend, Werner Spring, Waller und Angst die Bronzemedaille. 1950 wechselte Heinrich Angst zu Franz Kapus. Hinter dem Bob des amerikanischen Titelverteidigers Benham und hinter Feierabends Team belegten Kapus, Franz Stöckli, Hans Bolli und Heinrich Angst im Viererbob den dritten Platz bei der Bob-Weltmeisterschaft 1950. Ein Jahr später siegte bei der Bob-Weltmeisterschaft 1951 der deutsche Pilot Anderl Ostler vor Benham, dahinter erhielten Kapus, Stöckli, Bolli und Angst wie im Vorjahr die Bronzemedaille. Bei den Olympischen Spielen 1952 steuerten Feierabend und Endrich sowohl im Zweierbob als auch im Viererbob die Schweizer Teams. Kapus und Stöckli sassen im Viererbob von Endrich, während Heinrich Angst und Hans Bolli nicht antraten.
Erst bei der Bob-Weltmeisterschaft 1954 gewann Angst wieder eine Medaille. Der von Fritz Feierabend gesteuerte Viererbob mit Harry Warburton, Gottfried Diener und Heinrich Angst gewann den Titel vor zwei deutschen Bobs. 1955 siegten bei der Bob-Weltmeisterschaft Feierabend und Warburton im Zweierbob, hinter den Österreichern Paul Aste/Josef Isser erhielten Kapus und Angst die Bronzemedaille. Im Viererbob gewann Kapus mit Diener, Robert Alt und Heinrich Angst vor dem Bob mit Feierabend und Warburton. Zum Abschluss seiner Karriere gewann Angst olympisches Gold bei den Olympischen Spielen 1956 in Cortina d’Ampezzo. Nachdem er mit Kapus den siebten Platz im Zweierbob belegt hatte, gewannen Kapus, Diener, Alt und Heinrich Angst den Titel im Viererbob. Auf den vierten Platz kam der von Heinrichs Bruder Max Angst gesteuerte Bob, nachdem Max Angst zuvor schon mit Harry Warburton Bronze im Zweierbob gewonnen hatte.
Heinrich Angst startete für den Zürcher Bob Club. Bereits 1942 hatte er seine eigene Metzgerei aufgemacht, die er in den kommenden Jahrzehnten zu einem Betrieb mit mehreren Produktionsstätten und Filialen ausbaute. 1972 wurde die Firma in eine Aktiengesellschaft umgewandelt.

## Fussnoten
1. ↑  Geschichte der Angst AG (abgerufen am 30. Januar 2017)

| Personendaten    | Personendaten       |
| ---------------- | ------------------- |
| NAME             | Angst, Heinrich     |
| ALTERNATIVNAMEN  | Angst, Heiri        |
| KURZBESCHREIBUNG | Schweizer Bobfahrer |
| GEBURTSDATUM     | 29. August 1915     |
| STERBEDATUM      | 9. September 1989   |